# Edith Coleman
Edith Coleman (1874–1951) fue una naturalista australiana que realizó observaciones importantes sobre los síndromes de polinización en especies de plantas australianas.

## Primeros años
Coleman nació Edith Harms el 29 de julio de 1874 en Woking , Surrey.  Ella emigró con su familia a Australia en 1887 y se convirtió en maestra de escuela.

## Actividades naturalistas
Coleman se unió al Field Naturalists Club de Victoria el 11 de septiembre de 1922.

## Premios
Coleman recibió el Medallón de Historia Natural de Australia en 1949.